# Nachtjagdgeschwader 3
A Nachtjagdgeschwader 3 foi uma unidade de caça noturna da Alemanha durante a Segunda Guerra Mundial.

## Geschwaderkommodoren
- Major Johann Schalk 29 de Setembro de 1941 - 1 de Agosto de 1943
- Oberst Helmut Lent 1 de Agosto de 1943 - 7 de Outubro de 1944
- Oberst Günther Radusch 12 de Novembro de 1944 - 8 de Maio de 1945

## Stab
Formado em 29 de Setembro de 1941 em Stade a partir do Stab/ZG 26. Serviu sob comando do 1. Nachtjagddivision, Maio de 1942 e 2. Jagddivision. Inicialmente era equipada com os aviões Bf 110 e mais tarde em 1943 Ju 88C e a partir da metade de 1944 com Ju 88G.

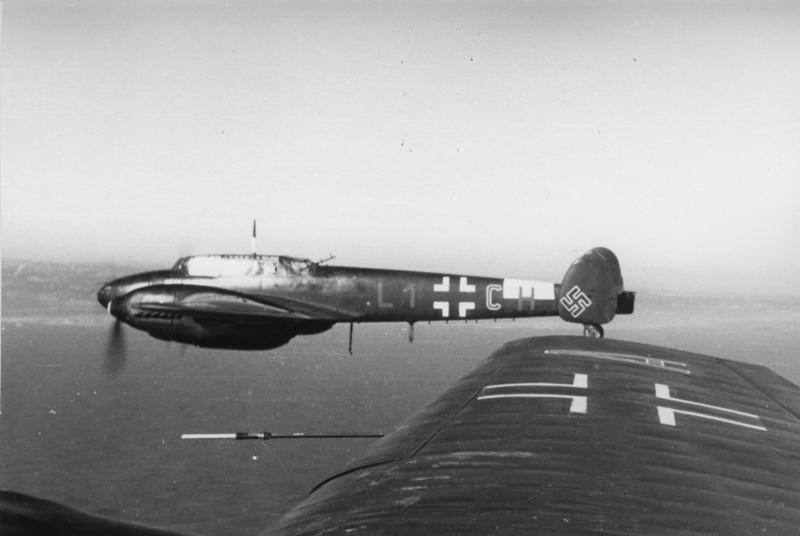

## I. Gruppe

### Gruppenkommandeure
- Hptm Günther Radusch, 7 de Outubro de 1940 - 2 de Outubro de 1941
- Hptm Hans-Dietrich Knoetzsch, 3 de Outubro de 1941 - 30 de Setembro de 1942
- Maj Egmont Prince zur Lippe-Weissenfels, 1 de Outubro de 1942 - 31 de Maio de 1943
- Hptm Erhard Peters, 1 de Junho de 1943 - 14 de Agosto de 1943
- Hptm Walter Mylius, 15 de Agosto de 1943 - 13 de Dezembro de 1943
- Hptm Paul Szameitat, 14 de Dezembro de 1943 - 2 de Janeiro de 1944
- Maj Werner Husemann, 4 de Janeiro de 1944 - 8 de Maio de 1945

Formado em 1 de Outubro de 1940 em Vechta a partir do V.(Z)/LG 1 com:
- Stab I./NJG3 a partir do Stab V./LG 1
- 1./NJG3 a partir do 13./LG1
- 2./NJG3 a partir do 14./LG1
- 3./NJG3 a partir do 15./LG1

Em Setembro de 1942, o 2./NJG3 foi redesignado 2./NJG 4 e um novo 2./NJG3 foi formado a partir do 4./NJG 2 em 1 de Outubro de 1942.
Em 30 de Março de 1945 foi reduzido para 1./NJG3, quando o Stab I., 2. e 3./NJG3 foram dispensados.

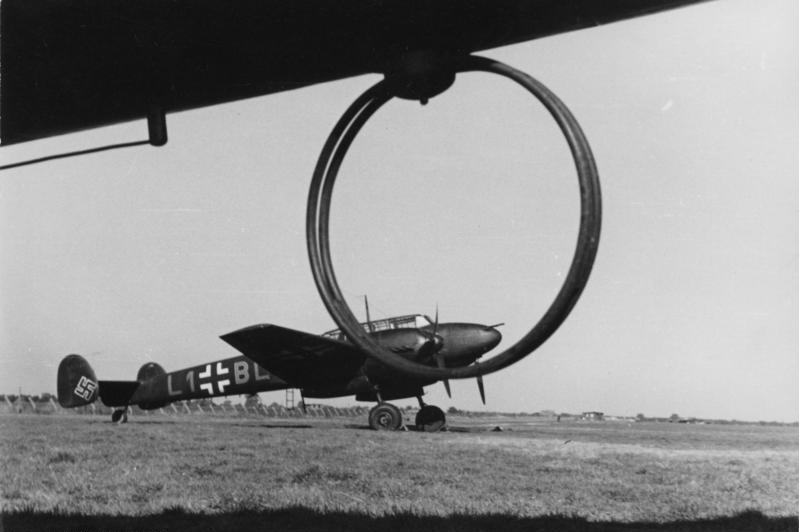

## II. Gruppe

### Gruppenkommandeure
- Hptm Günther Radusch, 3 de Outubro de 1941 - 1 de Agosto de 1943
- Major Heinrich Prince zu Sayn-Wittgenstein, 15 de Agosto de 1943 - Novembro de 1943
- Hptm Paul Szameitat, Dezembro de 1943 - 14 de Dezembro de 1943
- Major Klaus Havenstein, 15 de Dezembro de 1943 - Setembro de 1944
- Hptm Hüschens, Setembro de 1944 - Fevereiro de 1945

Formado em 1 de Setembro de 1941 em Schleswig a partir do Zerstörer-Ergänzungsgruppe com:
- Stab II./NJG3 a partir do Stab/Zerstörer-Ergänzungsgruppe
- 4./NJG3 a partir do 4./ZG 2
- 5./NJG3 a partir do 1./Erg.ZGr.
- 6./NJG3 a partir do 3./Erg.ZGr.

Em 1 de Novembro de 1942 o pessoal foi transferido para o 11./NJG3. Em 25 de Fevereiro de 1945 o Gruppe foi dispensado e foi absorvido pelo NSGr.30.
Um novo 4./NJG3 foi formado em 1 de Março de 1945 em Kjevik a partir do Nachtjagdstaffel Norwegen, permanecendo lá até o final da guerra, sob Jagdfliegerführer Norwegen (com Ju 88G e He 219).

## III. Gruppe

### Gruppenkommandeure
- Obstlt Heinz Nacke, 1 de Novembro de 1941 - 21 de Abril de 1943
- Hptm Walter Mylius, 22 de Abril de 1943 - 14 de Agosto de 1943
- Hptm Rudolf Sigmund, 31 de Agosto de 1943 - 3 de Outubro de 1943
- Maj Walter Barthe, 15 de Outubro de 1943 - 8 de Maio de 1945

Formado em 1 de Novembro de 1941 em Stade a partir do II./ZG 76 com:
- Stab III./NJG3 a partir do Stab II./ZG76
- 7./NJG3 a partir do 4./ZG76
- 8./NJG3 a partir do 5./ZG76
- 9./NJG3 a partir do 6./ZG76

Em Dezembro de 1942 o 7./NJG3 se tornou 4./NJG 5. Logo em seguida o 7./NJG foi reformado em Agosto de 1943.
Em 30 de Março de 1945 foi reduzido para 7./NJG3, quando o Stab III, 8. e 9./NJG3 foram dispensados.

## IV. Gruppe

### Gruppenkommandeure
- Maj Erich Simon, 1 de Novembro de 1942 - 7 de Outubro de 1943
- Hptm Albert Schulz, 8 de Outubro de 1943 - Janeiro de 1944
- Hptm Franz Buschmann, Janeiro de 1944 - Julho de 1944
- Hptm Heinz Ferger, Julho de 1944 - Novembro de 1944
- Maj Berthold Ney, Novembro de 1944 - 4 de Março de 1945
- Hptm Friedrich Tober, 5 de Março de 1945 - 8 de Maio de 1945

Formado em Novembro de 1942 em Grove a partir de partes do Stab III./NJG 2 com:
- Stab IV./NJG3 novo
- 10./NJG3 a partir do 1./NJG2
- 11./NJG3 a partir do 9./NJG2
- 12./NJG3 novo

O 11./NJG3 foi dispensado em Abril de 1944, sendo reformado em Agosto de 1944.
Em 30 de Outubro de 1944 IV./NJG3 foi redesignado III./NJG 2 com:
- Stab IV./NJG3 se tornou Stab III./NJG2
- 10./NJG3 se tornou 7./NJG2
- 11./NJG3 se tornou 8./NJG2
- 12./NJG3 se tornou 9./NJG2

Logo em seguida um novo IV./NJG3 foi formado a partir do velho III./NJG 2 com:
- Stab IV./NJG3 a partir do Stab III./NJG2
- 10./NJG3 a partir do 7./NJG2
- 11./NJG3 a partir do 8./NJG2
- 12./NJG3 a partir do 9./NJG2

Foi reduzido para 10./NJG3 em 30 de Março de 1945, quando o Stab IV., 11. e 12./NJG3 foram dispensados.

## Erg.Staffel
Formado em 1941 em Vechta. Também era chamado 1.(Erg.)/NJG3. Acabou sendo dispensado em Dezembro de 1942.

## Schulstaffel
Formado em Junho de 1944 em Grove/Dinamarca (durante Junho de 1944 - Julho de 1944 ficou conhecido como Ausb.Lehrgang NJG3). Absorvido pelo 4./NJG7 em Novembro de 1944.
Em Dezembro de 1944 foi redesignado 16./NJG3, tornando-se em 1 de Janeiro de 1945 Stabsstaffel/NJG3.

## Membros Notáveis
Helmut Lent (Recebedor da Cruz de Cavaleiro da Cruz de Ferro com Folhas de Carvalho, Espadas e Diamantes, na Bundeswehr o quartel de Lent-Kaserne em Rotenburg foi nomeado em sua homenagem em 1964)

## Material de Referência
- Dietrich Alsdorf - Nachtjäger vor den Toren Hamburgs
- Hinchliffe, Peter (1998), Luftkrieg bei Nacht 1939-1945, Motorbuch Verlag, ISBN 3-613-01861-6.